# Silvio Cadelo
Silvio Cadelo, né le 10 octobre 1948 à Modène, est un auteur de bande dessinée italien.

## Biographie
Après avoir fait les beaux-arts, il intègre une troupe de théâtre expérimental. Son parcours théâtral dure quelques années au cours desquelles il officie en tant que scénographe, acteur et metteur en scène. Il travailla également comme affichiste.
À la fin des années 1970, tenté par la peinture, il se porte finalement sur la bande dessinée qu'il juge moins mercantile. Il dessine pour les revues italiennes Linus, Alter et Frigidaire. Il rencontre alors Jean Annestay qui lui ouvre des perspectives sur la France.
En 1981, il publie son premier album, Skeol au graphisme très inspiré de l'école Métal hurlant, notamment Moebius. On y découvre sa propension pour les créatures aux morphologies exotiques, que l'on retrouve à la même époque dans ses illustrations pour le jeu de rôle VII Legio d'International Team et dans Introduzione Alla Zoologia Fantastica d'Ettore Tibaldi.
À l'occasion de la publication du portfolio Strappi, Annestay demande à Alejandro Jodorowsky d'en écrire la préface. Séduit, Jodorowsky lui propose de travailler ensemble, Cadelo s'installe alors à Paris pour réaliser La saga d’Alandor avec lui, mais leurs ambitions divergent sur l'orientation du récit et le courant passe mal entre les deux artistes, la série reste inachevée avec deux tomes. Néanmoins, ce travail l'a fait connaître et a familiarisé le public avec son style particulier empreint de symbolisme.
Rejoignant le mensuel (A SUIVRE), il reprend l'histoire d'Envie de Chien qu'il avait créé auparavant dans Frigidaire. Ce personnage est sa plus célèbre création et son préféré. La série est relancée en 2000 au format manga sous l'impulsion de Kōdansha. Même si cette suite est un échec éditorial en France (en Italie il remporte le grand prix Romix 2002[réf. nécessaire]), Cadelo nourrit l'ambition de développer davantage son icône.
Cadelo s'est aussi plusieurs fois distingué dans le genre du conte érotique et plus récemment dans l'art vidéo. Son court-métrage Mutatio animi a été projeté dans les festivals Vidéoformes et Instants Vidéo. Il participe à l’exposition « Jeune création 2011 » au Centquatre-104 (Paris) dans le cadre
du partenariat avec le festivals « Instants Vidéos 2011 » avec la vidéo : Les Plis de l'âme. Depuis la naissance de son fils Matteo, il vit et travaille à Pontoise.

## Publications en langue française
- Antonio Tettamanti (scénario), Skeol, Desiba, 1981, 56 p.
- Strappi, Gentiane, 1982 (ISBN 2-904300-00-7)
- Alexandro Jodorowsky (scénario), La saga d'Alandor, vol. 1 : Le Dieu Jaloux, Paris, Les Humanoïdes Associés, coll. « Pied Jaloux », 1984, 60 p. (ISBN 2-7316-0303-8)
- Jodorowsky (scénario), La saga d'Alandor, vol. 2 : L'Ange Carnivore, Paris, Les Humanoïdes Associés, coll. « Pied Jaloux », 1986, 60 p. (ISBN 2-7316-0380-1, BNF 34875291)
- Décollages, Paris, Casterman, 1986 (ISBN 2-203-38020-9)catalogue d'une exposition de toiles de Cadelo
- Celia Dogson (scénario), Perverse Alice, Les Humanoïdes Associés, coll. « Les Yeux De La Tête », 1989 (ISBN 2-7316-0506-5)
- La fleur amoureuse, Paris, Albin Michel, coll. « L'Écho des savanes », 1990, 54 p. (ISBN 2-226-03969-4)
- Envie de Chien, Paris, Casterman, coll. « Studio (A SUIVRE) », 1989, 62 p. (ISBN 2-203-33825-3, BNF 35013004)
- Envie de Chien, vol. 2 : Deux mouches blanches, Paris, Casterman, coll. « Studio (A SUIVRE) », 1990 (ISBN 2-203-38868-4)
- Les Plaisirs de Saturnin, Glénat, coll. « Eros », 1994, 47 p. (ISBN 2-7234-1611-9)
- Stephen Jay Gould et Jean-Pierre Andrevon (textes), L'Homme aux Dinosaures, Paris, Éditions du Seuil, coll. « La Dérivée », 1994, 122 p. (ISBN 2-02-020950-0)
- Pierre Louÿs (poèmes érotiques), Les Fleurs Secrètes : poèmes érotiques choisis, Paris, Vertige Graphic, 1995, 80 p. (ISBN 2-908981-18-1)
- Les enfants de Lutèce, vol. 1 : Laurie, Paris, Éditions USA, 2000, 116 p. (ISBN 2-911033-93-0, BNF 37197363)[7].
- Les enfants de Lutèce, vol. 2 : Karna, Paris, Éditions USA, 2001, 96 p. (ISBN 2-911033-94-9, BNF 37678149)
- Les enfants de Lutèce, vol. 3 : Layluth, Paris, Éditions USA, 2001, 96 p. (ISBN 2-911033-95-7)
- Sulis et Demi-Lune, vol. 1 : Entre sang et eau, Paris/Barcelone/Bruxelles etc., Dargaud, 2003, 48 p. (ISBN 2-205-05057-5)
- Sulis et Demi-Lune, vol. 2 : Entre glace et feu, Paris/Barcelone/Bruxelles etc., Dargaud, 2004, 48 p. (ISBN 2-205-05392-2)
- Ypsine et la Carte du Tendre, Bagheera, 2004, 70 p. (ISBN 2-908406-78-0)
- Pierre Boisserie (scénario), Libera, vol. 1 : Ti Möm, Glénat, 2006, 48 p. (ISBN 2-7234-4719-7)